# Deathmatch
Deathmatch («смертельный матч», «бой насмерть» — англ.) — вид игрового процесса многопользовательской компьютерной игры, в котором основная задача — непосредственное уничтожение противников. В этом режиме нет союзников и иных целей (в отличие от других режимов, где присутствуют базы или флаги и прочие модификаторы).
Некоторые игры называют deathmatch по-другому: free for all (FFA) в Quake, dukematch в Duke Nukem 3D, slayer в Halo, combat simulator в Perfect Dark.

## Правила deathmatch
Игроки появляются на игровой карте (англ. map), как правило, со слабым оружием. По уровню могут быть разбросаны бонусы: более мощное оружие, боеприпасы, защита, аптечки, усилители и прочее. После того, как бонус подобран, через некоторое время он может появиться опять на том же месте (зависит от конкретной реализации игры). За каждого убитого соперника игрок зарабатывает очки (фраг), за самоубийство очки вычитаются. Убитый воскресает (мгновенно или через установленный промежуток времени) в другом месте с исходным оружием. Побеждает тот, кто заработал больше фрагов (когда истекает время) или первым набрал установленное их количество.
Существует также «deathmatch с остающимся (привязанным) оружием» (weaponstay): подобранное оружие не исчезает, но второй раз подобрать его невозможно. Этот режим хорош, когда в игре много участников — никто не останется безоружным.
Во многих играх классические правила дополняются спецификой само́й игры. Например, в CSDM (моде Counter-Strike) у играющего появляется меню, где он может выбрать набор из оружия (пистолет, винтовка, гранаты). В авиасимуляторах бонусы могут лежать на земле (Red Ace Squadron), и т. д.

## История deathmatch
В 1973—1974 годах был разработан шутер от первого лица Maze War, в котором игроки могли перемещаться по лабиринту и стрелять друг в друга; за каждое убийство начислялись очки, за каждую смерть — отнимались.
В 1983 году была выпущена текстовая игра Snipes (сокращённое от Snipers) для ОС Novell NetWare с аналогичными правилами.
Сам термин «deathmatch» был придуман Джоном Ромеро для игры Doom. Именно Doom положил начало популярности deathmatch’а. В исходном Doom’е был deathmatch с привязанным оружием (но патроны, аптечки здоровья и прочие объекты после их подбора больше не появлялись на карте). Начиная с версии 1.5, в Doom появился режим «Deathmatch 2.0», правила которого и стали классическими правилами deathmatch’а.

Конечно же, стрелять по монстрам интересно, но они, в конце концов, бездушные существа, управляемые компьютером. Теперь игроки могут играть и против других людей — соперников, которые могут думать и играть тактически, и кричать. Теперь можно убивать друг друга! Если мы это доведём до конца, это будет самая пиздатая игра на планете Земля, когда-либо, блядь, виданная за всю историю!Оригинальный текст (англ.)"Sure, it was fun to shoot monsters, but ultimately these were soulless creatures controlled by a computer. Now gamers could play against spontaneous human beings—opponents who could think and strategize and scream. We can kill each other!' If we can get this done, this is going to be the fucking coolest game that the planet Earth has ever fucking seen in its entire history!'"
Правила deathmatch в Doom включали в себя следующие ключевые особенности:
- За убийство соперника начислялся один фраг, за самоубийство — отнимался.
- Количество фрагов было не ограничено, а их максимальное отображаемое число было 99.
- Любой игрок в любое время мог закончить игру, нажав на кнопку выхода с уровня.
- После смерти игрок появлялся случайным образом в одной из предопределённых точек старта.
- Существовала возможность играть без монстров.

Многие шутеры (Quake, Unreal Tournament, Half-Life, Half-Life 2: Deathmatch, Counter-Strike (карты fy), Warsow и другие) используют такие же или близкие правила.

## Режимы, основанные на deathmatch
- Командный deathmatch (англ. Team deathmatch) — игроки делятся на команды; фраг даётся за убийство чужого и вычитается за убийство своего. Урон по своим может быть включен или отключен. Исход командной игры во многом определяется распределением по командам как и сильных игроков (которые в основном приносят очки своей команде), так и слабых (которые в основном отдают очки команде соперника).
- Захват флага (англ. Capture the flag) — компьютеризированная версия одноимённой подвижной игры. Игрок должен достигнуть «базы» соперника, захватить его флаг и принести его на свою «базу». Чтобы «захват» флага был засчитан, флаг своей команды должен находиться на базе. Флаг могут вернуть на базу, убив игрока, несущего флаг, и наступив на выпавший флаг. Для исключения ситуаций с попаданием флага в недоступные места для игроков брошенный флаг возвращается на базу автоматически через некоторое время.
- Контроль территории (англ. Domination): команды должны удерживать контрольные точки. Чем больше вы их удерживаете, тем больше очков они дают. В некоторых случаях очки начисляются, только если удержать некоторое время захваченными все контрольные точки (например, режим Double Domination из Unreal Tournament 2004).
- Last man standing — у игрока есть количество «жизней»; если игрока убивают, жизнь вычитается. Когда жизни кончатся, игрок выбывает. Поскольку такая игра склоняет игрока сидеть в укрытии, то неподвижно сидящие отмечаются для остальных как campers и иногда специально «выделяются» (например, начинают светиться).
- Instagib — игра c оружием, убивающим с одного попадания, но долго перезаряжающимся, с неограниченным запасом патронов. Название произошло от англ. gibs (внутренности) — жаргонного названия останков после убийства с нанесением огромных повреждений (в большинстве игр персонажа разносит в клочья, независимо от того, чем был нанесён удар) и англ. instant — мгновенный. Впервые появился в Quake 2.

В командные виды deathmatch’а играют, как правило, с привязанным оружием.